# Mieczysława Buczkówna
Mieczysława Buczkówna-Jastrun (ur. 12 grudnia 1924 w Białej Krakowskiej, zm. 3 maja 2015 w Warszawie) – polska powieściopisarka, poetka i tłumaczka.

## Życiorys
Studiowała filologię polską na Uniwersytecie Łódzkim w latach 1945–1949.
Pisała powieści dla młodego pokolenia. Ponadto tłumaczyła z języka rosyjskiego wiersze akmeistów, m.in. Anny Achmatowej i Osipa Mandelsztama.
W styczniu 1976 podpisała list protestacyjny do Komisji Nadzwyczajnej Sejmu PRL przeciwko zmianom w Konstytucji Polskiej Rzeczypospolitej Ludowej. 23 sierpnia 1980 dołączyła do Apelu 64 skierowanego przez uczonych, pisarzy i publicystów do władz komunistycznych o podjęcie dialogu ze strajkującymi robotnikami.
Jej utwór Szaraczek był lekturą szkolna dla klasy I po reformie szkolnictwa i modyfikacji listy lektur w połowie lat 80. i był nią do 1997 r.
Była żoną poety Mieczysława Jastruna i matką prozaika Tomasza Jastruna.

## Utwory wybrane
- Tajemnica białego kamienia, 1962
- Szkiełka, 1966
- Najwyższa góra, 1967
- Bajki dla Ewy
- Piotruś Pierwszak
- Piotruś Zuch, 1971
- Bajki śniegowe, 1976